# Harcèlement sexuel en droit marocain
Pour un article plus général, voir Harcèlement sexuel.
En droit marocain, le harcèlement sexuel des femmes au travail est condamné dans les espaces publics depuis 2018,.

## Problématique sociale
Au Maroc où près de deux femmes sur trois sont victimes de violences, les attouchements sur les femmes et les jeunes filles dans les transports en commun sont fréquents alors que les hommes, adultes ou adolescents, agissent dans une grande impunité. Une majorité d'hommes et de femmes pensent que les hommes doivent être durs. 
Cependant, les agressions sordides les plus criantes provoquent une forte émotion dans la société, à l'exemple de viols conjugaux ou par des bandes organisées, dont les membres n'hésitent pas à séquestrer des femmes pendant plusieurs jours. Les médias se font l'écho de ces pratiques odieuses ; le hashtag #masaktach (« je ne me tairai pas » ou « prenez la parole ») relaie les dénonciations. Aux problèmes de comportement sociaux s'ajoutent les lacunes de la réglementation : si elle condamne, elle précise mal comment les autorités doivent réagir ; s'ajoute aussi la corruption, qui rend encore plus aléatoire la défense des femmes.

## Enquête de 2011
Publiée en 2011 une enquête du Haut-Commissariat au Plan du Maroc intitulée « Enquête Nationale sur la Prévalence de la violence à l’égard des femmes » démontrait que 63% des femmes avaient récemment subi « un acte de violence sous une forme ou sous une autre ». De plus une femme sur trois déclarait avoir subi des abus psychologiques, définis par l’enquête comme « tout acte consistant à dominer ou à isoler une femme, à l’humilier ou à la mettre mal à l’aise ».

## Harcèlement sexuel au travail
Ce sont les articles 503, 504, 40 et 26 du code pénal marocain qui définissent et sanctionnent le harcèlement sexuel. Ainsi l’article 503-1 ajouté par loi 24.03 au code pénal dispose : « Est coupable d’harcèlement sexuel et puni de l’emprisonnement d’un an à deux ans et d’une amende de cinq mille à cinquante mille dirhams, quiconque, en abusant de l’autorité qui lui confère ses fonctions, harcèle autrui en usant d’ordres, de menaces, de contraintes ou de tout autre moyen, dans le but d’obtenir des faveurs de nature sexuelle. »
De plus l’article 40 précise que parmi les fautes graves commises par l’employeur contre les salariés, il y a l’insulte grave, la pratique de toute forme de violence ou d’agression dirigée contre le salarié, le harcèlement sexuel et l’incitation à la débauche. La législation Marocaine du travail assimile le harcèlement sexuel à une faute grave commise par l’employeur.

## Loi punissant le harcèlement de rue
Toutefois jusqu’en 2018, si la loi marocaine condamnait le harcèlement sexuel au travail ce n’était pas le cas du harcèlement commis au sein d’espaces publics.
Sous le hashtag #masaktach (« je ne me tairai pas ») des actions contre les violences faites aux femmes sont menées durant le mois de novembre au Maroc, notamment via la distribution de sifflets dans plusieurs villes.
La loi 103-13 est finalement adoptée le 14 février 2018, elle incrimine « certains actes considérés comme des formes de harcèlement, d’agression, d’exploitation ou de mauvais traitement ». Des mesures de lutte contre le harcèlement dans les lieux publics sont prévus, notamment des peines allant d’un à six mois d’emprisonnement ou une amende de 2000 à 10 000 dirhams. Des mesures qui s'appliquent non seulement au harcèlement de rue, mais aussi aux propos à caractère sexuel tenus ou envoyés par SMS, messages vocaux ou même à travers des photos.